# Маскуш (Квебек)
Маскуш (фр. Mascouche) је град у Канади у покрајини Квебек. Према резултатима пописа 2011. у граду је живело 42.491 становника.

## Становништво
Према резултатима пописа становништва из 2011. у граду је живело 42.491 становника, што је за 25,8% више у односу на попис из 2006. када је регистровано 33.764 житеља.
| 2006.  | 2011.  |
| ------ | ------ |
| 33.764 | 42.491 |